# 1799 en musique classique
| \| • Retour à la chronologie générale de la musique classique • \| |
| Grèce • Rome • Haut Moyen Âge • VIIIe siècle • IXe siècle • Xe siècle • XIe siècle XIIe siècle • XIIIe siècle • XIVe siècle • XVe siècle • XVIe siècle • XVIIe siècle XVIIIe siècle • XIXe siècle • XXe siècle • XXIe siècle |
| • Retour à la chronologie générale de la musique classique • |

| Années en musique classique : 1796 - 1797 - 1798 - 1799 - 1800 - 1801 - 1802    |
| Décennies en musique classique : 1760 - 1770 - 1780 - 1790 - 1800 - 1810 - 1820 |

## Événements
- 19 mars : création au Burgtheater de Vienne de l'oratorio La Création de Joseph Haydn.
- 8 septembre : création de la Theresienmesse de Joseph Haydn à Eisenstadt.
- Beethoven compose sa 8e sonate pour piano la Pathétique et son 1er quatuor à cordes.

## Naissances

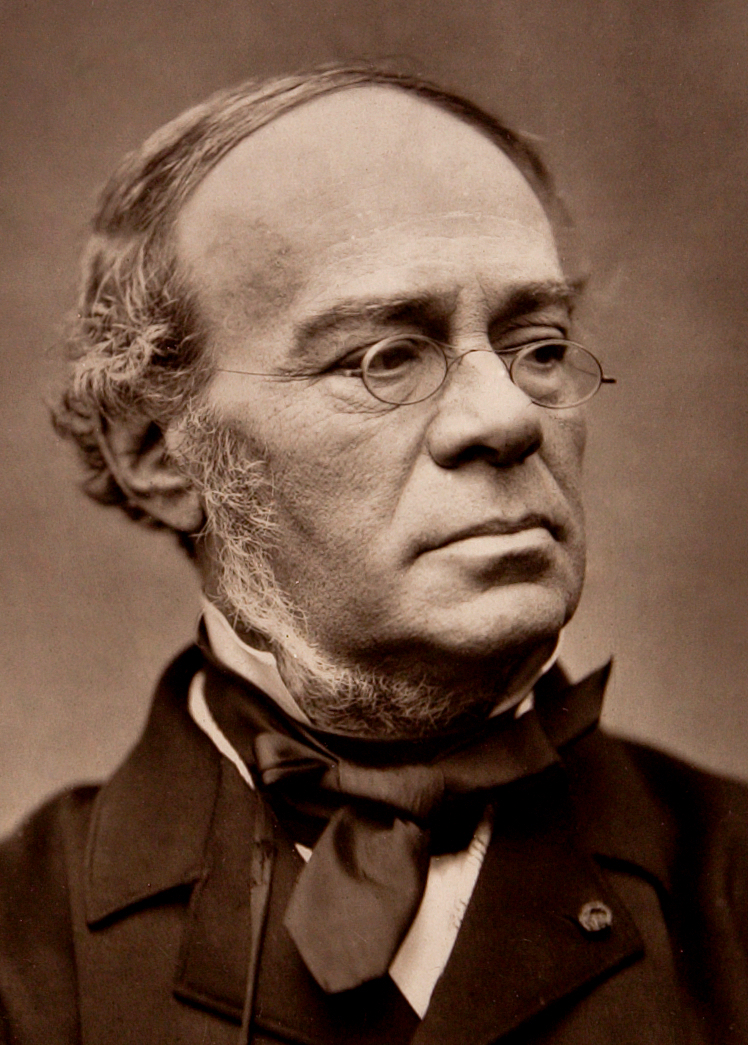
Jacques Fromental Halévy

- 1er avril : Daniel Jelensperger, musicologue français († 30 mai 1831).
- 4 avril : Pantaléon Battu, violoniste, compositeur et chef d'orchestre français († 17 janvier 1870).
- 5 avril : Vincenzo Fioravanti, compositeur italien († 28 mars 1877).
- 27 mai : Jacques Fromental Halévy, compositeur français († 17 mars 1862).
- 13 juin : Henri Brod, hautboïste, compositeur et facteur de hautbois († 6 avril 1839).
- 8 juillet : Pierre-Julien Nargeot, violoniste, compositeur et chef d'orchestre français († 28 août 1891).
- 9 juillet : Théophile Tilmant, violoniste, compositeur et chef d'orchestre français († 7 mai 1878).
- 11 septembre : Giuseppe Persiani, compositeur d'opéras italien († 13 août 1869).
- 31 octobre : Marie von Stedingk, compositrice suédoise († 15 juin 1868).
- 4 novembre : Henriette Méric-Lalande, soprano lyrique française († 4 septembre 1867).
- 7 novembre : Jules-Henri Vernoy de Saint-Georges, librettiste, auteur dramatique et romancier français († 23 décembre 1875).
- 14 novembre : Auguste Barbereau, violoniste, compositeur, chef d'orchestre, théoricien français († 16 juillet 1879).
- 16 novembre : Édouard Boilly, compositeur français († 15 janvier 1854).

Date indéterminée
- Olivia Buckley, harpiste, organiste et compositrice anglaise († 24 décembre 1847).

## Décès

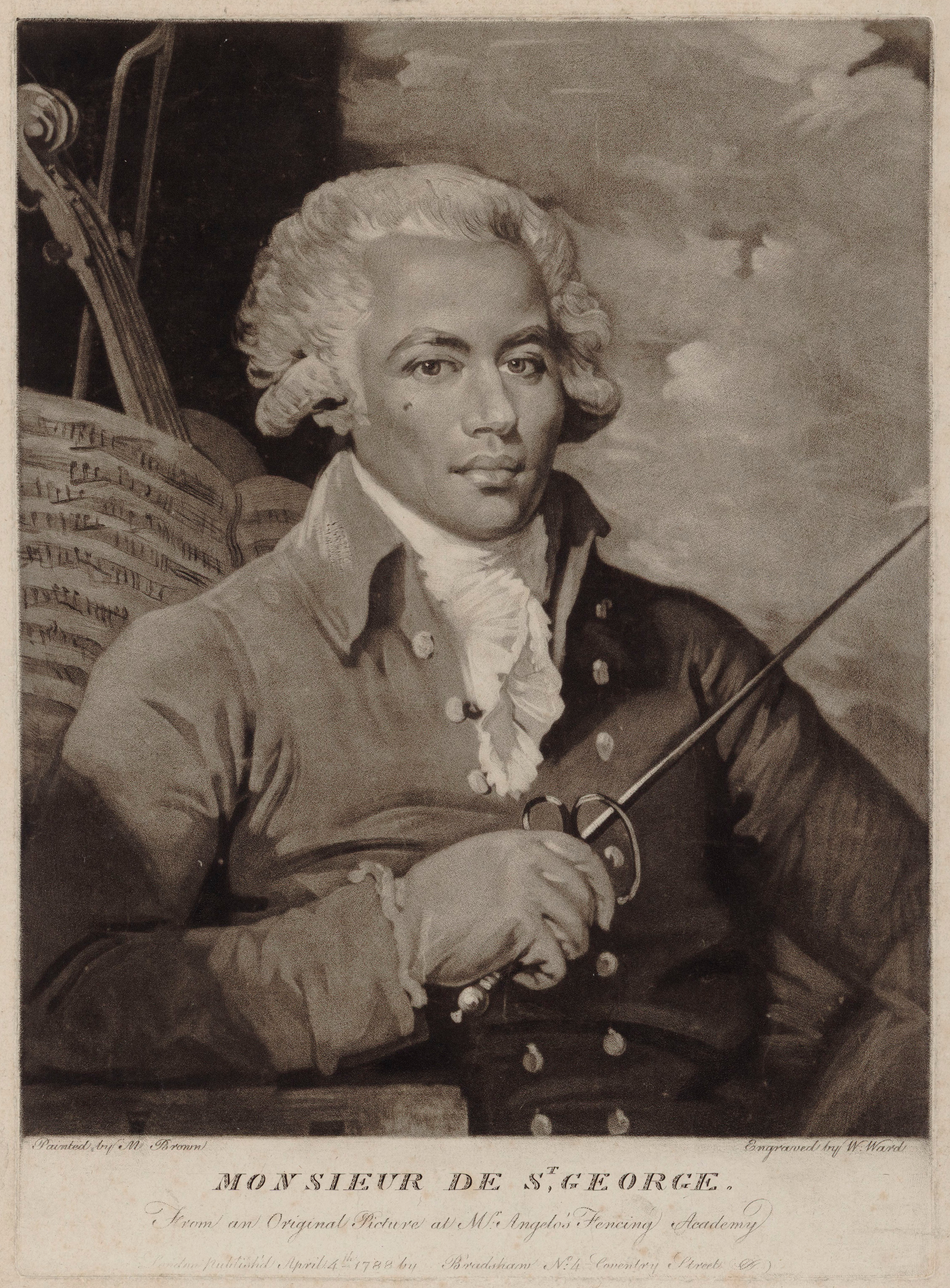
Monsieur de St-George

- 12 février : František Xaver Dušek, pianiste et compositeur tchèque (° 8 décembre 1731).
- 19 avril : Pieter Hellendaal, organiste, violoniste, compositeur anglais d'origine néerlandaise (° 1er avril 1721).
- 28 avril : François Giroust, compositeur français (° 9 avril 1738).
- 2 mai : Henri-Joseph Rigel, compositeur français d'origine allemande (° 9 février 1741).
- 9 mai : Claude Balbastre, compositeur et organiste français (° 8 décembre 1724).
- 12 juin : Joseph Bologne de Saint-George, compositeur français (° 25 décembre 1745).
- 18 juin : Johann André, compositeur et éditeur de musique allemand (° 28 mars 1741).
- 6 août : Joseph Frieberth, compositeur et maître de chapelle autrichien (° 4 décembre 1724).
- 16 août : Vincenzo Manfredini, claveciniste, compositeur et théoricien de la musique italien. (° 22 octobre 1737).
- 6 octobre : Antoine-Frédéric Gresnick, compositeur belge (° 2 mars 1755).
- 24 octobre : Karl Ditters von Dittersdorf, compositeur autrichien (° 2 novembre 1739).

Date indéterminée
- Giuseppe Petrosellini, librettiste italien (° 29 novembre 1727).